# 黒田さくや
黒田 さくや（くろだ さくや、1992年11月1日 - ）は、日本の漫画家。旧ペンネームはくろださや。広島県出身。 血液型はA型。

## 来歴
小学生時代、『コロコロコミック』をあまり読んでいなかったが、当時テレビアニメをやっていた『コロッケ!』はワクワクしながら見ていた。
2018年7月、『魔王列伝 ベリアル!!』でコロコロ漫画大学校2018年春期の銀メダルを受賞。12月には『学校のふしぎくん』で第83回小学館新人コミック大賞佳作を受賞。両作品でのペンネームはくろださや。
2019年2月28日発売の『別冊コロコロコミック』4月号に掲載された読み切り『カミゲキ!』から、ペンネームを黒田さくやに変更した。
『月刊コロコロコミック』2019年7月号に読み切り掲載された『リッチ警官 キャッシュ!』でデビューした。なお、同作は2019年11月号より連載が始まった。
2023年、『合体コロコロコミック』月刊コロコロコミック11月号＋ミラコログランプリ秋号に掲載された『ヴァンプレッド』が「ミラコログランプリ2023秋」で1位を獲得し、2024年2月15日発売の『月刊コロコロコミック』3月号に同作の読み切りを掲載。

## 作品リスト

### 連載
- リッチ警官 キャッシュ!（『月刊コロコロコミック』2019年7月号、2019年11月号 - 2023年4月号[10]、全9巻）

### 読み切り
- 魔王列伝 ベリアル!!
- 学校のふしぎくん - 第83回小学館新人コミック大賞佳作受賞
- カミゲキ!（『別冊コロコロコミック』2019年4月号） - 『リッチ警官 キャッシュ!』1巻に併録[11]
- デッドゴッドデッド（『別冊コロコロコミック』2023年2月号[12]）
- ヴァンプレッド（『合体コロコロコミック』月刊コロコロコミック11月号＋ミラコログランプリ秋号[8]、『月刊コロコロコミック』2024年3月号[9]）
- 魔法喧嘩ファイトクラブ（『月刊コロコロコミック』2025年8月号[13]）